# فایا یونان
فایا یونان (زادهٔ ژوئن ۱۹۹۲) خوانندهٔ آشوری‌تبار سوری است.

## زندگی‌نامه
یونان در ۱۹ ژوئن ۱۹۹۲ در روستای مالکیهٔ به دنیا آمد و در شهر حلب سوریه بزرگ شد. در یازده‌سالگی با خانوادهٔ خود به سوئد نقل مکان کرد و تا سال ۲۰۱۰ که برای تحصیل علوم اجتماعی، اقتصاد و کسب‌وکار در دانشگاه گلاسگو به اسکاتلند رفت، در این کشور اقامت داشت. در بهار ۲۰۱۵، تصمیم گرفت خوانندهٔ حرفه‌ای شود و به بیروت نقل مکان کرد.
پس از انتشار ویدئویی با عنوان «برای کشورهایمان» که با خواهرش ریحان ساخته بود و در یوتیوب وایرال شد و مورد توجه استثنایی قرار گرفت، فایا مخاطبان بسیاری یافت و شنوندگانی که او را به ادامهٔ مسیر خوانندگی تشویق می‌کردند. موفقیت این ویدیو بیش‌ترین تأثیر را بر تصمیم او بر تغییر خوانندگی از یک سرگرمی محض به یک تعهد تمام‌وقت داشت. پس از یک کمپین موفق سرمایه‌گذاری جمعی، فایا نخستین تک‌آهنگش «أحبُ يديكَ» (دستانت را دوست دارم) و بعد از آن دو تک‌آهنگ دیگر را منتشر کرد. کمپین سرمایه‌گذاری جمعی «أحبُ يديكَ»، نام او را به همراه مدیر برنامه‌هایش حسام عبدالخالق، به عنوان اولین هنرمند خاورمیانه‌ای که نخستین ترانهٔ خود را با سرمایه‌گذاری جمعی خلق می‌کند، وارد رکوردهای جهانی گینس کرد. فایا نخستین هنرمند زن در جهان عرب است که نامش در کتاب رکوردهای گینس ثبت می‌شود. «دریایی میان ما» نخستین آلبوم یونان است و از ۹ ترانه تشکیل شده‌است.